# Хлорид вольфраму(VI)
Хлорид вольфраму(VI) — неорганічна сполука, сіль металу вольфраму і соляної кислоти з формулою WCl6, темно-фіолетові кристали, що реагують з водою.

## Отримання
- Реакція вольфраму і хлору:

{\displaystyle {\mathsf {W+3Cl_{2}\ {\xrightarrow {500-800^{o}C}}\ WCl_{6}}}}
- Дія тетрахлорметану на оксид вольфраму(VI):

{\displaystyle {\mathsf {WO_{3}+3CCl_{4}\ {\xrightarrow {450^{o}C,p}}\ WCl_{6}+3CCl_{2}O}}}

## Фізичні властивості
Хлорид вольфраму(VI) утворює темно-фіолетові кристали. За температури до 180°С стійка α-модифікація, тригональна сингонія, параметри комірки a = 0,658 нм, α = 55°.
Розчиняється у спиртах, ефірі, бензолі, сірковуглеці, тетрахлорметані.

## Хімічні властивості
- Розкладається при нагріванні:

{\displaystyle {\mathsf {2WCl_{6}\ {\xrightarrow {350^{o}C}}\ 2WCl_{5}+Cl_{2}}}}
- Реагує з вологою повітря:

{\displaystyle {\mathsf {2WCl_{6}+3H_{2}O\ {\xrightarrow {}}\ WOCl_{4}+WO_{2}Cl_{2}+6HCl}}}
- Реагує з водою:

{\displaystyle {\mathsf {WCl_{6}+3H_{2}O\ {\xrightarrow {}}\ WO_{3}\downarrow +6HCl}}}
- Реагує з розведеними лугами:

{\displaystyle {\mathsf {WCl_{6}+8NaOH\ {\xrightarrow {}}\ Na_{2}WO_{4}+6NaCl+4H_{2}O}}}
- Відновлюється воднем:

{\displaystyle {\mathsf {2WCl_{6}+H_{2}\ {\xrightarrow {150-200^{o}C}}\ 2WCl_{5}+2HCl}}}
- При відновленні алюмінієм в ефірному розчині під тиском монооксиду вуглецю утворюється гексакарбоніл вольфраму:

{\displaystyle {\mathsf {WCl_{6}+6CO+2Al\ {\xrightarrow {200^{o}C,p}}\ W(CO)_{6}\downarrow +2AlCl_{3}}}}

## Застосування
- Нанесення покриття вольфраму на неметалеві поверхні.